# Ženichové (Kovařovic)
Ženichové je první komická opera ve třech jednáních českého skladatele Karla Kovařovice. Libreto k ní napsal Antonín Koukl podle oblíbené stejnojmenné obrozenecké veselohry Simeona Karla Macháčka. Opera byla napsána v letech 1882–83 a premiéru měla 13. května 1884 v pražském Národním divadle.

## Vznik a historie díla
Mladý skladatel Karel Kovařovic po studiích u Zdeňka Fibicha a po turné, na kterém doprovázel houslového virtuosa Františka Ondříčka, roku 1883 nastoupil do orchestru pražského Národního divadla jako klarinetista. Komponoval v té době velice plodně a měl vřelý vztah k divadlu, proto se brzy pokusil o operní žánr. Zaujala jej obrozenecká veselohra Simeona Karla Macháčka Ženichové, jež již ve své době parodovala sentimentalitu rytířských her. Její groteskní romantičnost i živá situační komika vyhovovala Kovařovicově naturelu. Na libreto ji pro skladatele přepracoval jeho generační druh, básník Antonín Koukl (1860–1884), který však zemřel ještě před premiérou.
Kovařovic k textu dodal hudbu rytmicky živou, vtipnou a rozmarnou, jejíž lehkost byla ve srovnání se soudobými operními tendencemi považována za poněkud anachronickou a mířící k „lehčím žánrům“.Tato kritická výtka, jež ostatně měla opodstatnění v Kovařovicově zájmu o balet, operetu a taneční hudbu, se opakovala i u Kovařovicových následujících oper. Hudba vycházela ze vzoru komických oper Smetanových, ale ještě spíše z jeho následovníků (Karel Bendl, Vilém Blodek, raný Antonín Dvořák); největší vliv však měly zřejmě oblíbené Veselé ženy windsorské Otto Nicolaie. Zejména nejpovedenější postava opery, otylý rytíř Bukovec charakterizovaný mj. parodistickou koloraturou, připomíná Nicolaiova Falstaffa.
Premiéra se konala v Národním divadle 13. května 1884. Osm repríz, jichž Ženichové v Národním divadle docílili, bylo dobrým úspěchem a Kovařovic s divadlem v následujícím desetiletí hojně spolupracoval a psal scénickou hudbu k činohrám, balety i další opery. Ženichové však již zde nikdy uvedeni nebyli.
Jedinou další inscenaci Ženichů uvedlo brněnské Národní divadlo, premiéra 7. ledna 1887. Operu stručně a drsně zkritizoval ve svých Hudebních listech Leoš Janáček:
„Který nápěv vám utkvěl?“ „–“ „Aspoň který motiv? “ „–“ „Za to jest opera dramatickou? “ Já bych nebyl napsal „v hudbu uvedl“, ale „s hudbou zároveň uvedl Macháčkovu veselohru atd.“
Libreto i hudba jsou volnými, Napište k tomu libretu novou operetu a k té hudbě – nějaké dráma: plné děsných chmur, zoufalých výkřiků, propíchané dýkami.
Proto ten zvláštní úkaz: Macháčkovi, ale nikoli Kovařovicovi „Ženichové“ tak několikráte ponuknou Vás k smíchu.
O nadání hudebním svědčí ouvertura a to vlnění v souzvucích a tóninách: to Vás náležitě ohluší.
Tato kritika i další Janáčkovy kritiky Kovařovicova díla (Psohlavci) vedly k napjatému vztahu mezi oběma skladateli, které se projevilo i dlouhým odmítáním Janáčkova operního díla ze strany opery Národního divadla v době, kdy byl jejím šéfem Kovařovic (1900–1920).
Ve 30. letech 20. století pak byla provedena v pražském rozhlase. Roku 1957 se ke stejnému námětu vrátil ve své stejnojmenné opeře Jan Frank Fischer.

## Osoby a první obsazení
| osoba                                                                                         | hlasový obor | premiéra (13. 5. 1884) |
| --------------------------------------------------------------------------------------------- | ------------ | ---------------------- |
| Rodoslav, bohatý rytíř                                                                        | bas          | Vilém Heš              |
| Militka, jeho dcera                                                                           | soprán       | Marie Laušmanová       |
| Strachota, rytíř o ni se ucházející                                                           | baryton      | Leopold Stropnický     |
| Bukovec, rytíř o ni se ucházející                                                             | bas          | František Hynek        |
| Milinský, rytíř o ni se ucházející                                                            | tenor        | Adolf Krössing         |
| Vítek, syn hradníkův                                                                          | tenor        | Antonín Vávra          |
| Zdeněk, mladý panoš, přítel jeho                                                              | alt          | Marie Vollnerová       |
| Sbor panošů                                                                                   |              |                        |
| Dirigent: Mořic Stanislav Anger, režie: František Karel Kolár, kostýmy: František Karel Kolár |              |                        |

## Děj opery
Dějiště: hrad Rodoslavův
Na hradě bohatého rytíře Rodoslava jest od nějakého času hlučno a veselo. Zavítali sem tři vzácní hosté urozené krve, dávní to přátelé pána hradu, by o ruku Militky, jediné dcery jeho, požádali. Rodoslav spatřuje v každém z nich důstojného ženicha své dcery, a ponechává proto volbu na vůli její. Militka však, majíc tajně v lásce Vítka, syna hradníkova, stále s ní odkládá a hledí všelikými výmluvami otce od úmyslu toho odvrátiti. Ženichové ale na Rodoslava, stálým odkazováním na pozdější dobu rozmrzeného, tak naléhají, že konečně přísně zakročí a přikáže, by pro jednoho z nich se rozhodnula, k čemuž jí na rozmyšlenou pouze krátkou lhůtu ponechává. Okamžik ten již nastati má.

### 1. dějství
Na hradě očekávají ho s toužebností při plném stole urození ženichové a Rodoslav; v podhradí pak panošové a pážata, kde sobě statečně připíjejí (sbor Nám srdce kypí radostí). Jediné Vítek nebéře na tomto všeobecném veselí zde podílu a smuten opodál stojí – očekává okamžiku, který pohřbíti má veškeré jeho naděje, který zničiti má jediný jeho poklad – jeho lásku. Nenalézá v ničem půvabu a na vyzvání přítele svého Zdeňka, aby také k bezstarostné společnosti jejich se přidružil a s nimi na hrad k veselé zábavě se odebral, ani neodpovídá a odvrací se (árie V mé duši útrapy a plno jedu). Po odchodu soudruhů svých setkává se s Militkou. Opustila společnosť na hradě, by teskné duši své poněkud ulevila a u Vítka útěchy nalezla (duet Již letím k svého štěstí zdroji… Miláčku drahý).
Zde překvapí je Zdeněk; jediné on o lásce jejich věděl a nepříznivými okolnostmi lásky jejich jat, o tom přemýšlel, jak by se zálet rytířů překaziti mohl. V čiperné hlavě jeho, při pěnivém víně zrodil se právě k tomu účelu plán (tercet Chce otec můj, bych v krátké době… Vždyť z toho pranic neplyne). S radostnou tváří vyjevuje záměr, kterým lze zbaviti se nenáviděných ženichů. Poznal jejich slabé stránky a ví, že ve zkoušce statečnosti, k níž použito býti má vymyšlené hrůzné události o zemřelém poutníku ve hrobce hradní, ani jediný neobstojí (arieta Jistě zdaří se ta lesť). Návrh přijat. Vítek a Zdeněk opouští Militku – přichází právě Rodoslav, pohřešující přítomnosti dcery své, s úmyslem přemluviti ji, by vyslechla ještě jednou statečné rytíře, než přistoupí k volbě (duet Militky a Rodoslava Proč jsi, dcero milá… Mně teskno bylo v útrobě). Militka svoluje a ženichové přicházejí. První, Strachota, hledí se nevěstě zalíbiti chválou slavných činů svých (kuplety K odpůrcům svým); druhý, Milinský, učeností svou (kuplety K nohoum vašim klesám); třetí, Bukovec, nabízením klidného, pohodlného života (kuplety Slečno drahá, slečno milá). Militka, uznávajíc dobrou vůli všech tří ženichů, hodlá se dle rady Zdeňka rozhodnouti jen pro onoho z nich, jenž ve zkoušce statečnosti nejlépe obstojí. Ženichové i Rodoslav, kterémuž česť přikazuje, by pouze statečného za zetě svého přijal, k přání jejímu svolují (kvintet Na svou česť dbám přísně).
Mimo to žádá Rodoslav, aby beze hněvu a nevůle věc se ukončila, slavný slib, jejž také ženichové veřejně skládají: že ten z nich dobrovolně odstoupí, jenž byl úlohu danou nevyplnil (11).

### 2. dějství
Nastává noc – doba osvědčení statečnosti ženichů. Do hrobky, kde hrdinství jejich se dokázati má, uvádí Zdeněk s Vítkem panoše a pážata, kterým příčinu pozdní této schůze zjevuje a žádá, by k dovršení žertu pány ženichy o půl noci zpěvem duchů postrašili. Soudruhové přijímají vesele návrh ten a skryjí se ve hrobce (scéna Zdeňka a sboru Jen tiše vstupme, přátelé).
Bodrý Zdeněk obrací se na to k Vítkovi, pochybujícímu o zdaru hry této; žertovně dodává mu zmužilosti a kvapí odtud k Militce, by společně pány se zkouškou obeznámili. Vítek uzná pravdu slov jeho a jme se různé věci připravovat, při čemž zpomíná na svůj osud, štěstí a lásku (árie Již svěřit musím osud svůj měnivému štěstí). Sotva dokončil přípravy, vchází Militka s Milinským, by jej zasvětila do úkolu.
Vypravuje o zemřelém zde poutníku, jehož duch nikde pokoje nalézti nemůže a jenž o půl noci všem vyslaným sem hlídkám hlavy bez milosti sráží. Milinský pln úzkosti a bázně naslouchá; k své útěše však hned se dovídá, že pověsť tato vymyšlená a že sloužiti má pouze k potrestání chlubného hrdiny Strachoty, jehož stráži dnes poutník onen svěřen bude; sám bázliv, věří tomu, že dříve než půlnoc nastane, pověsť jemu tak hlavu splete, že odtud jistě strachem uteče. Těší se již v duchu, že Strachota za projevení této bázlivosti pozbude práva na ruku Militky, a těší se tím více, když se dovídá, že pouze na něm záleží, zdaří-li se tato nástraha.
Když ale úlohu mrtvého poutníka převzíti má, jest pln strachu o svůj život. Konečně však uvěří slovům Militky, že při tom nehrozí žádného nebezpečí, a vykládá je sobě za vyznání lásky (scéna Militky a Milinského Neděste se, pane s vyprávěním Militky Již tomu velmi dávno je a duetem Šťastně všecko překonáte… jak něžně pravdu zatajila). V blaženosti, že jest milován, zapomíná na vše kolem, až jej Vítek z rozechvění toho nemile vyruší: podává mu pro mrtvého rubáš. Milinský se leká a váhá obléci roucho to. Jest však přesvědčen, že oděvu toho nezbytně potřebí – a svoluje na sebe jej vzíti. Než jeho bázeň není u konce: vzpomíná sobě na následky, kdyby jej Strachota vzdor přestrojení poznal. Vítek však jej potěší a za souhlasu jeho doplní oblek: obarví mu důkladně obličej, by pravděpodobnosť k mrtvému byla tím větší. Nyní nezbývá než uložiti Milinského na máry, co se připamatováním Militky, že na zkoušce této, do rána-li setrvá, jediné záleží uskutečnění sňatku s ní, také stane (scéna a tercet Již na úkol svůj pomněte!... Aby hodně bledě, staře).
Milinský osamotní. Hrobka a nezvyklé lože budí v něm strach a bázeň (scéna Milinského Což mne opustili?). Myšlenka o mrtvém a jeho duchu vtírá se mu do hlavy a uvádí jej do nesnází – na štěstí však přichází srážce jeho Strachota. Ten neleká se planých pověstí o strašidlech: přislibuje mrtvému, že směle může klidně spáti – nikdo mu neublíží – nikdo ho neobrátí – za to stojí svojí ctí a vysmívá se úloze mu svěřené, již nazývá pravou hračkou (árie Můžeš tady směle, brachu… Vždyť mám s sebou nápoj reků). Domýšlivostí svou přichází na myšlenku, že snad slečna mu přeje, že snad schválně tak lehce vítěziti mu dává. Ano uvěří tomu, že jej slečna miluje, neboť ostatní dva sokové dle náhledu jeho nejsou hodni lásky její – nejsou pravými rytíři; není na nich krásy ani ctnosti bohatýrské. Věří, že jediné on její se stane, a připíjí hlavní osobě této nastrojené hry – mrtvému poutníku. Když konvici vyprázdní, hodlá z dlouhé chvíle pobaviti se knihou, nad kterou ale, přemožen nápojem, usne (scéna Strachoty Ta zkouška je mi věru k smíchu s kuplety Ten jeden, ten má tváře).
Půlnoc se blíží a panošové dle ujednání za duchy zpívají (sbor Půlnoc obléká se v roucho čarných krás). Milinský v úzkosti prosí Boha za ochranu. Dvanáctá bije. Silný tlukot na dvéře probudí Strachotu. Bukovec za duchy přestrojen vejde a blíží se k marám, by nebožtíka obrátil, tomu však Strachota brání. Když se potýkajíce blíže mar octnou, ulekne se Milinský bezhlavého ducha, vzkřikne a vyskočí. Strachota se zhrozí a odkvapí, za ním Milinský. Bukovec upustí svou hlavu a kopí; nevěda kudy by ušel, spatří vpředu otevřené okno, které stěží přeleze. Z tohoto hrdinství pánů rytířů radují se panošové s Vítkem a Zdeňkem (finále Aj! Co vidím!? Pán Bůh s námi!).

### 3. dějství
V nepříliš pohodlném postavení nalézá se pro pohodlí zaujatý Bukovec: visí bez hlavy s okna drže se za výklenek; a že nemůže déle takto vytrvati, pustí se na zem, z níž se pomalu sbírá, žaluje při tom na lásku, která k němu tak zrádně se zachovala, a hledí odtud tiše se dostati (árie Bukovce Přehrozné to postavení… Ó lásko! lásko! ženo zrádná!). Nechtě se Strachotou, o němž si myslí, že se po něm ještě shání, do styku přijíti, dá se v stranu, odkud Milinský přichází. Oba plni úzkosti klesají na kolena, prosíce za smilování. Bukovec, aby snáze odpuštění dosáhl, dá se mu poznati. Milinský vida neškodného Bukovce za ducha přestrojeného, trestá jej za strachy, které vytrpěl, tím, že mu nechce dáti milosť. V úzkostech o život svůj hledí se Bukovec zachrániti útěkem (scéna Milinského a Bukovce Pro věčnou spásu, zlý duch tady!).
Přichází Strachota, rozzuřen, že zažíti musel takového zahanbení; vinu toho všeho přičítá bezhlavému duchu a chce jej jak náleží potrestati. Náhoda mu přeje: Bukovec v nesnázích kvapí sem a spatřuje Strachotu, svého přítele; dá se mu poznati a žádá ho za pomoc proti ukrutnému nebožtíku. Strachota, by ztrestal nevčasný žert Bukovcům s ním, napřahá již meč – to však Milinský předejde – Strachota před nebožtíkem prchá. Milinský pak, dodav si před bojácným zmužilosti, žene se za ním. Bukovec na polo zničen, očekává poslední hodinku svou (scéna Strachoty, Bukovce a Milinského Konečně snad ujdu tudy!).
Z počínání a honění se urozených pánů ženichů mají panošové nemalou zábavu a těší se srdečně z toho, že neobstáli. Aby novým činem žert dovršili, obklopí Bukovce, by z vlastních úst jeho průběh celé události vyzvěděli. Tento v nemalých z počátku rozpacích, podává jim vylhanou zprávu, z čehož si všichni líčeným podivením posměch tropí (scéna Bukovce, Zdeňka a panošů Aj! hleďte, hleďte! co již v hradě… loži jeho opatrně jsem se bral''). Čásť tohoto vypravování vyslechne také Rodoslav, který již o neblahém konci statečnosti pánů, o němž ale dosud pochybuje, Militkou a Vítkem zpraven jest. Když spatřuje však Strachotu, prosícího jej za ochranu, nemůže jinak, než uvěřiti. Nesnázím pak Strachotovým učiní Milinský konec – dává se poznati. Strachota, vida, že vše bylo nastrojeným pro ně žertem, přísahá všem krutou pomstu. Milinská a Bukovec bojí se hrozeb jeho a chlácholí jej, Rodoslav upomíná ho na složený slib (ansámbl Ó pomstím se já přeukrutně). Militka pak, aby hněv utišila, hodlá se provdati – hodlá sobě nyní chotě vyvoliti. To rytíře opět usmíří. Militka volí – svého Vítka. Rodoslav zpočátku váhá dáti své přivolení; když ale Vítek nízký svůj rod čestně obhájí, požehná jim, s čímž konečně zavržení a mrzutě odcházející ženichové spokojeni býti musí (finále Hněv pánů chci však zcela utišiti… Ó netušené blaho nové).
(Obsah opery podle tištěného librety s doplněnými incipity árií.)